# زنگوله‌های پری
زنگوله‌های پری (نام علمی: Prosartes) نام یک سرده از زیرخانواده زیباسوسن‌واران است.